# The Strangeloves
The Strangeloves (chiamato precedentemente Strange Loves) sono stati un gruppo musicale statunitense, nato nel 1964.
Il gruppo ha pubblicato un CD, dal titolo I Want Candy, ha però raggiunto il successo grazie ad alcuni singoli, come I Want Candy. Il loro primo singolo dal titolo, Love Love, è entrato in classifica nella Billboard Hot 100 alla posizione numero 122. Nel 2003 il brano In The Nighttime è stato inserito nella compilation Sex

## Discografia

### Album
- I Want candy (2004 Bang Records Raggiunge la posizione numero 141 nella Billboard[3])

### Singoli entrati in classifica
- Love Love (1964 Raggiunge la posizione numero 122 nella Billboard Hot 100)
- I Want Candy (1965 Raggiunge la posizione numero 11 nella Billboard Hot 100[1] poi in Canada la posizione numero 7. Poi si sono fatte altre cover)
- Out In The Sun (1965 Raggiunge la posizione numero 106 nella Billboard Hot 100. È stata cantata insieme ai The Angels)
- Cara-Lin (1965 Raggiunge la posizione numero 39 nella Billboard Hot 100[1] e la posizione numero 100 in Australia)
- Night Time (1965 Raggiunge la posizione numero 30 nella Billboard Hot 100[1] e la posizione numero 98 in Australia)
- Hand Jive (1966 Raggiunge la posizione numero 100 nella Billboard Hot 100[1])
- Honey Do (1968 Raggiunge la posizione numero 120 nella Billboard Hot 100)